# Уолден, Нарада Майкл
На́рада Майкл Уо́лден (англ. Narada Michael Walden, [ˈnɑːr(ə)də]; имя при рождении: Michael Walden, род. 23 апреля 1952) — американский ударник, автор песен, музыкальный продюсер и певец. С 2020 года участник американской рок-группы Journey.
Имя Нарада ему дал гуру Шри Чинмой в начале 1970-х годов.
Карьера Нарады охватила три десятилетия. Как автор и/или продюсер он произвёл на свет множество хитов номер 1 в США, его работы становились золотыми, платиновыми и мультиплатиновыми. Он продюсировал или написал (в соавторстве или один) хиты номер один в исполнении Уитни Хьюстон, Мэрайи Кэри («Vision of Love»), Ареты Франклин («Freeway of Love») и Лайзы Фишер («How Can I Ease the Pain»).

## Дискография
- См. статью «Narada Michael Walden § Discography» в английском разделе.